# Maison Grosvenor
La famille Grosvenor est une famille de l'aristocratie britannique.
Cette famille détient le titre de noblesse britannique principal de duc de Westminster pour la branche ainée et de comte de Wilton pour la branche cadette.

## Personnalité

### Baron Grosvenor (1761)
- 1761-1802 : Richard Grosvenor (1731-1802). Créé comte Grosvenor en 1784.

### Comte Grosvenor (1784)
- 1784-1802 : Richard Grosvenor (1731-1802).
- 1802-1845 : Robert Grosvenor (1767-1845). Fils du précédent ; créé marquis de Westminster en 1831.

### Marquis de Westminster (1831)
- 1831-1845 : Robert Grosvenor (1767-1845).
- 1845-1869 : Richard Grosvenor (1795-1869). Fils du précédent ;
- 1869-1899 : Hugh Lupus Grosvenor (1825-1899). Fils du précédent ; créé duc de Westminster en 1874.

### Duc de Westminster (1874)
- 1874-1899 : Hugh Grosvenor (1825 – 1899)
- 1899-1953 : Hugh Grosvenor (1879 – 1953). Petit-fils du précédent
- 1953-1963 : William Grosvenor (1894 – 1963). Cousin germain du précédent
- 1963-1967 : Gerald Hugh Grosvenor (1907 – 1967). Cousin germain du précédent
- 1967-1979 : Robert George Grosvenor (1910 – 1979). Frère du précédent
- 1979-2016 : Gerald Grosvenor (1951 – 2016). Fils du précédent
- depuis 2016 : Hugh Grosvenor (né en 1991). Fils du précédent

### Comte de Wilton (1801)
- Thomas Egerton, 1er comte de Wilton (1749–1814)
- Thomas Egerton, 2e comte de Wilton (1799–1882)
- Arthur Edward Holland Grey Egerton, 3e comte de Wilton (1833–1885)
- Seymour John Grey Egerton, 4e comte de Wilton (1839–1898)
- Arthur George Egerton, 5e comte de Wilton (1863–1915)
- Seymour Edward Frederick Egerton, 6e comte de Wilton (1896–1927)
- Seymour William Arthur John Egerton, 7e comte de Wilton (1921–1999)[1].
- Francis Egerton Grosvenor, 8e comte de Wilton, 6e baron Ebury (n. 1934)

### Barons Ebury (1857)
- Robert Grosvenor, 1er baron Ebury (1801–1893)
- Robert Wellesley Grosvenor, 2e baron Ebury (1834–1918)
- Robert Victor Grosvenor, 3e baron Ebury (1868–1921)
- Francis Egerton Grosvenor, 4e baron Ebury (1883–1932)
- Robert Egerton Grosvenor, 5e baron Ebury (1914–1957)
- Francis Egerton Grosvenor, 8e comte de Wilton, 6e baron Ebury (n. 1934)

## Arbre généalogique
| Hugh Grosvenor, 1er duc de Westminster 1825–1899 |                                                 |                                                 |                                                 |                                                 |                                                 |  |  |                                                    |                                                    |                                                    |                                                    |                                                    |                                                    |  |  |                                                   |                                                   |                                                   |                                                   |                                                   |                                                   |  |  |                                                   |                                                   |                                                   |                                                   |                                                   |                                                   |  |  |  |  |  |  |  |  |  |  |  |  |  |  |  |  |  |  |  |  |  |  |  |  |
|                                                  |                                                 |                                                 |                                                 |                                                 |                                                 |  |  |                                                    |                                                    |                                                    |                                                    |                                                    |                                                    |  |  |                                                   |                                                   |                                                   |                                                   |                                                   |                                                   |  |  |                                                   |                                                   |                                                   |                                                   |                                                   |                                                   |  |  |  |  |  |  |  |  |  |  |  |  |  |  |  |  |  |  |  |  |  |  |  |  |
|                                                  |                                                 |                                                 |                                                 |                                                 |                                                 |  |  |                                                    |                                                    |                                                    |                                                    |                                                    |                                                    |  |  |                                                   |                                                   |                                                   |                                                   |                                                   |                                                   |  |  |                                                   |                                                   |                                                   |                                                   |                                                   |                                                   |  |  |  |  |  |  |  |  |  |  |  |  |  |  |  |  |  |  |  |  |  |  |  |  |
| Victor Grosvenor, Comte Grosvenor 1853–1884      | Victor Grosvenor, Comte Grosvenor 1853–1884     | Victor Grosvenor, Comte Grosvenor 1853–1884     | Victor Grosvenor, Comte Grosvenor 1853–1884     | Victor Grosvenor, Comte Grosvenor 1853–1884     | Victor Grosvenor, Comte Grosvenor 1853–1884     |  |  | Lord Henry Grosvenor 1861-1914                     | Lord Henry Grosvenor 1861-1914                     | Lord Henry Grosvenor 1861-1914                     | Lord Henry Grosvenor 1861-1914                     | Lord Henry Grosvenor 1861-1914                     | Lord Henry Grosvenor 1861-1914                     |  |  | Lord Hugh Grosvenor 1884-1914                     | Lord Hugh Grosvenor 1884-1914                     | Lord Hugh Grosvenor 1884-1914                     | Lord Hugh Grosvenor 1884-1914                     | Lord Hugh Grosvenor 1884-1914                     | Lord Hugh Grosvenor 1884-1914                     |  |  |                                                   |                                                   |                                                   |                                                   |                                                   |                                                   |  |  |  |  |  |  |  |  |  |  |  |  |  |  |  |  |  |  |  |  |  |  |  |  |
| Victor Grosvenor, Comte Grosvenor 1853–1884      | Victor Grosvenor, Comte Grosvenor 1853–1884     | Victor Grosvenor, Comte Grosvenor 1853–1884     | Victor Grosvenor, Comte Grosvenor 1853–1884     | Victor Grosvenor, Comte Grosvenor 1853–1884     | Victor Grosvenor, Comte Grosvenor 1853–1884     |  |  | Lord Henry Grosvenor 1861-1914                     | Lord Henry Grosvenor 1861-1914                     | Lord Henry Grosvenor 1861-1914                     | Lord Henry Grosvenor 1861-1914                     | Lord Henry Grosvenor 1861-1914                     | Lord Henry Grosvenor 1861-1914                     |  |  | Lord Hugh Grosvenor 1884-1914                     | Lord Hugh Grosvenor 1884-1914                     | Lord Hugh Grosvenor 1884-1914                     | Lord Hugh Grosvenor 1884-1914                     | Lord Hugh Grosvenor 1884-1914                     | Lord Hugh Grosvenor 1884-1914                     |  |  |                                                   |                                                   |                                                   |                                                   |                                                   |                                                   |  |  |  |  |  |  |  |  |  |  |  |  |  |  |  |  |  |  |  |  |  |  |  |  |
|                                                  |                                                 |                                                 |                                                 |                                                 |                                                 |  |  |                                                    |                                                    |                                                    |                                                    |                                                    |                                                    |  |  |                                                   |                                                   |                                                   |                                                   |                                                   |                                                   |  |  |                                                   |                                                   |                                                   |                                                   |                                                   |                                                   |  |  |  |  |  |  |  |  |  |  |  |  |  |  |  |  |  |  |  |  |  |  |  |  |
| Hugh Grosvenor, 2e duc de Westminster 1879–1953  | Hugh Grosvenor, 2e duc de Westminster 1879–1953 | Hugh Grosvenor, 2e duc de Westminster 1879–1953 | Hugh Grosvenor, 2e duc de Westminster 1879–1953 | Hugh Grosvenor, 2e duc de Westminster 1879–1953 | Hugh Grosvenor, 2e duc de Westminster 1879–1953 |  |  | William Grosvenor, 3e duc de Westminster 1894–1963 | William Grosvenor, 3e duc de Westminster 1894–1963 | William Grosvenor, 3e duc de Westminster 1894–1963 | William Grosvenor, 3e duc de Westminster 1894–1963 | William Grosvenor, 3e duc de Westminster 1894–1963 | William Grosvenor, 3e duc de Westminster 1894–1963 |  |  | Gerald Grosvenor, 4e duc de Westminster 1907–1967 | Gerald Grosvenor, 4e duc de Westminster 1907–1967 | Gerald Grosvenor, 4e duc de Westminster 1907–1967 | Gerald Grosvenor, 4e duc de Westminster 1907–1967 | Gerald Grosvenor, 4e duc de Westminster 1907–1967 | Gerald Grosvenor, 4e duc de Westminster 1907–1967 |  |  | Robert Grosvenor, 5e duc de Westminster 1910–1979 | Robert Grosvenor, 5e duc de Westminster 1910–1979 | Robert Grosvenor, 5e duc de Westminster 1910–1979 | Robert Grosvenor, 5e duc de Westminster 1910–1979 | Robert Grosvenor, 5e duc de Westminster 1910–1979 | Robert Grosvenor, 5e duc de Westminster 1910–1979 |  |  |  |  |  |  |  |  |  |  |  |  |  |  |  |  |  |  |  |  |  |  |  |  |
| Hugh Grosvenor, 2e duc de Westminster 1879–1953  | Hugh Grosvenor, 2e duc de Westminster 1879–1953 | Hugh Grosvenor, 2e duc de Westminster 1879–1953 | Hugh Grosvenor, 2e duc de Westminster 1879–1953 | Hugh Grosvenor, 2e duc de Westminster 1879–1953 | Hugh Grosvenor, 2e duc de Westminster 1879–1953 |  |  | William Grosvenor, 3e duc de Westminster 1894–1963 | William Grosvenor, 3e duc de Westminster 1894–1963 | William Grosvenor, 3e duc de Westminster 1894–1963 | William Grosvenor, 3e duc de Westminster 1894–1963 | William Grosvenor, 3e duc de Westminster 1894–1963 | William Grosvenor, 3e duc de Westminster 1894–1963 |  |  | Gerald Grosvenor, 4e duc de Westminster 1907–1967 | Gerald Grosvenor, 4e duc de Westminster 1907–1967 | Gerald Grosvenor, 4e duc de Westminster 1907–1967 | Gerald Grosvenor, 4e duc de Westminster 1907–1967 | Gerald Grosvenor, 4e duc de Westminster 1907–1967 | Gerald Grosvenor, 4e duc de Westminster 1907–1967 |  |  | Robert Grosvenor, 5e duc de Westminster 1910–1979 | Robert Grosvenor, 5e duc de Westminster 1910–1979 | Robert Grosvenor, 5e duc de Westminster 1910–1979 | Robert Grosvenor, 5e duc de Westminster 1910–1979 | Robert Grosvenor, 5e duc de Westminster 1910–1979 | Robert Grosvenor, 5e duc de Westminster 1910–1979 |  |  |  |  |  |  |  |  |  |  |  |  |  |  |  |  |  |  |  |  |  |  |  |  |
|                                                  |                                                 |                                                 |                                                 |                                                 |                                                 |  |  |                                                    |                                                    |                                                    |                                                    |                                                    |                                                    |  |  |                                                   |                                                   |                                                   |                                                   |                                                   |                                                   |  |  | Gerald Grosvenor, 6e duc de Westminster 1951-2016 |                                                   |                                                   |                                                   |                                                   |                                                   |  |  |  |  |  |  |  |  |  |  |  |  |  |  |  |  |  |  |  |  |  |  |  |  |
|                                                  |                                                 |                                                 |                                                 |                                                 |                                                 |  |  |                                                    |                                                    |                                                    |                                                    |                                                    |                                                    |  |  |                                                   |                                                   |                                                   |                                                   |                                                   |                                                   |  |  |                                                   |                                                   |                                                   |                                                   |                                                   |                                                   |  |  |  |  |  |  |  |  |  |  |  |  |  |  |  |  |  |  |  |  |  |  |  |  |
|                                                  |                                                 |                                                 |                                                 |                                                 |                                                 |  |  |                                                    |                                                    |                                                    |                                                    |                                                    |                                                    |  |  |                                                   |                                                   |                                                   |                                                   |                                                   |                                                   |  |  | Hugh Grosvenor, 7e duc de Westminster né en 1991  |                                                   |                                                   |                                                   |                                                   |                                                   |  |  |  |  |  |  |  |  |  |  |  |  |  |  |  |  |  |  |  |  |  |  |  |  |

## Portraits

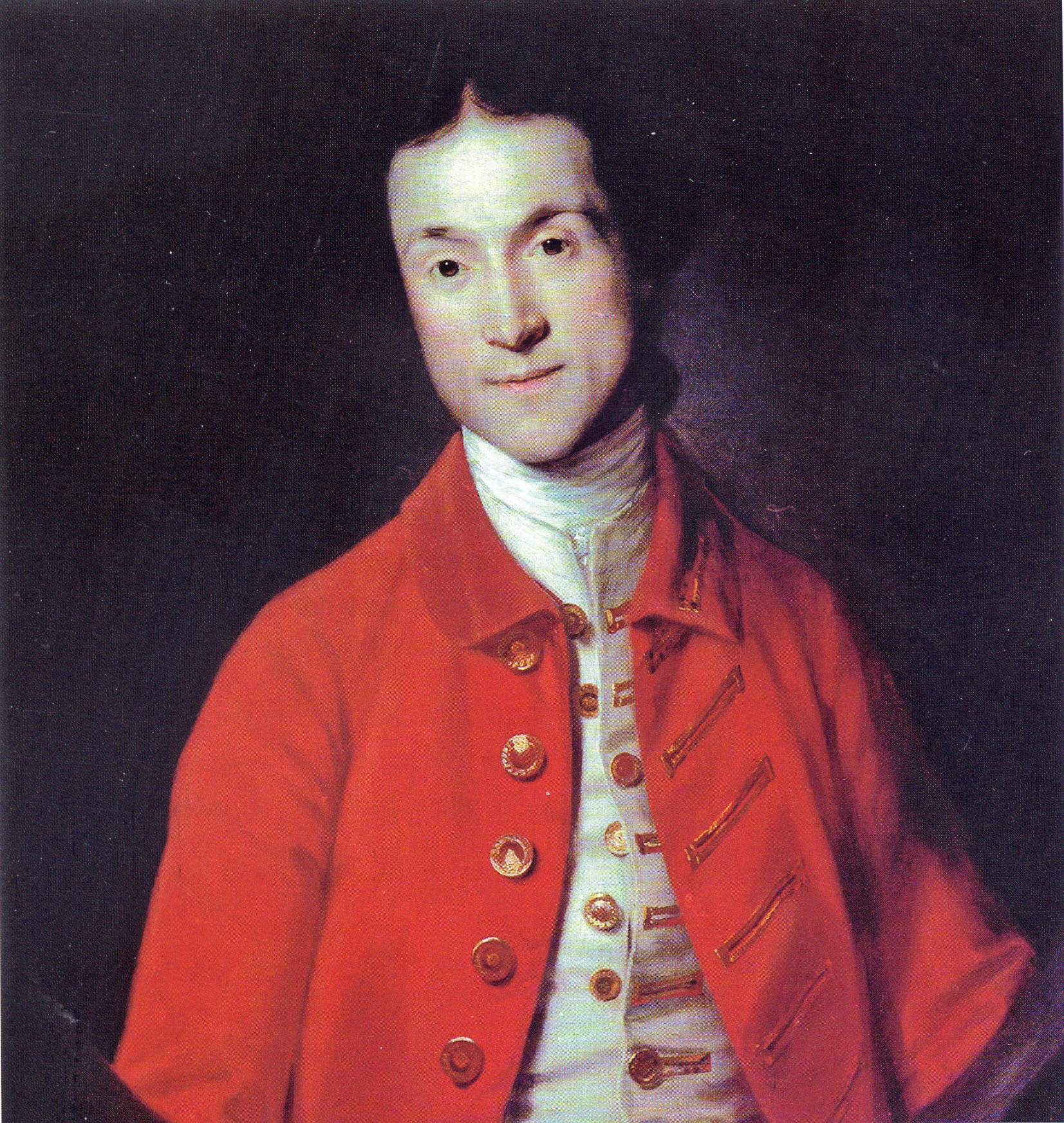
Richard 1er comte Grosvenor
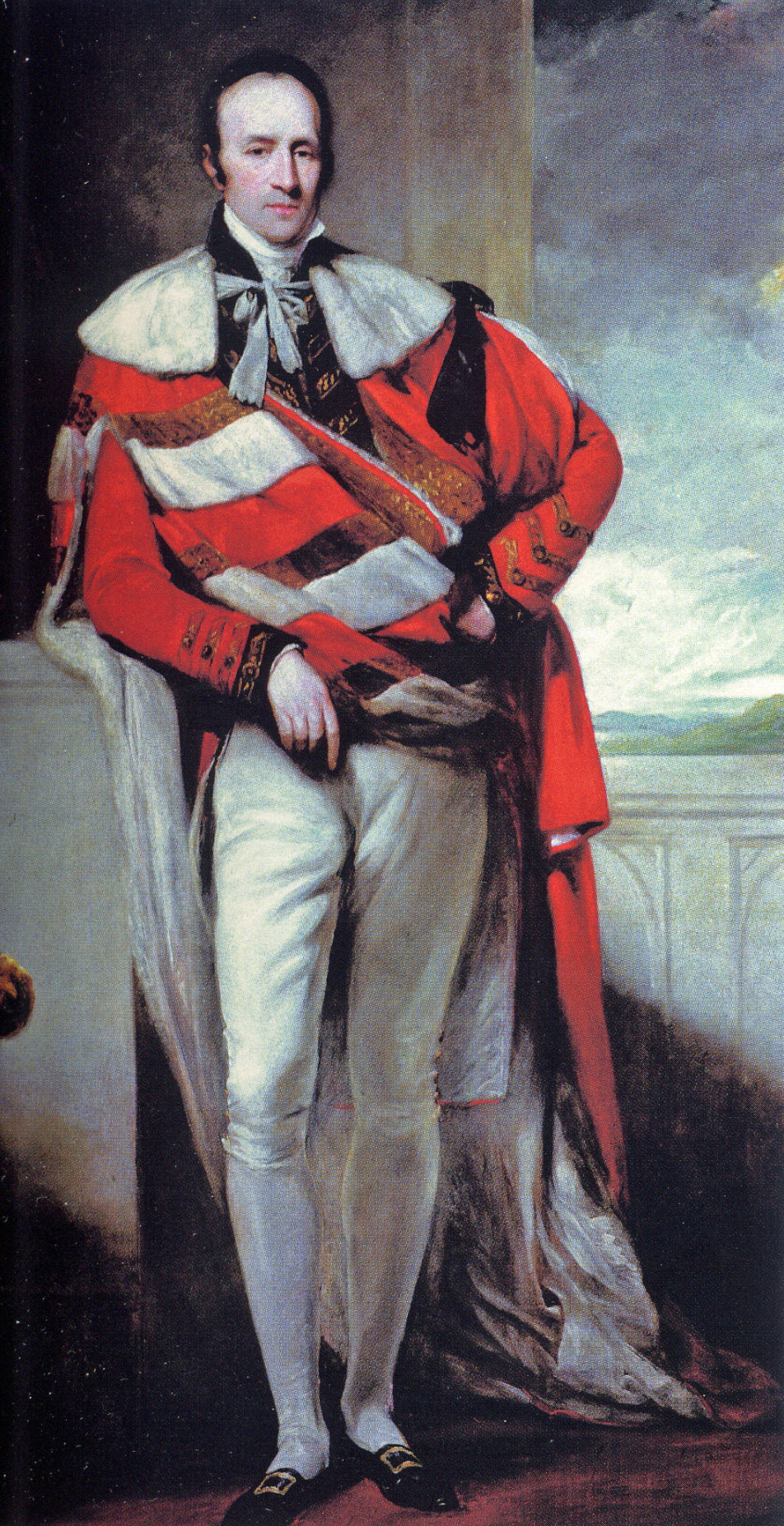
Robert Grosvenor 1er marquis de Westminster
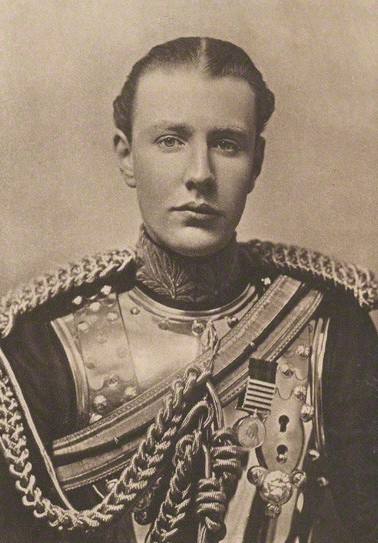
Le 2e duc de Westminster
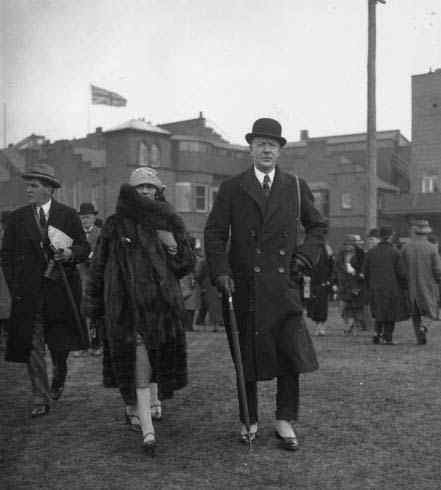
Coco Chanel à côté du 2e duc.
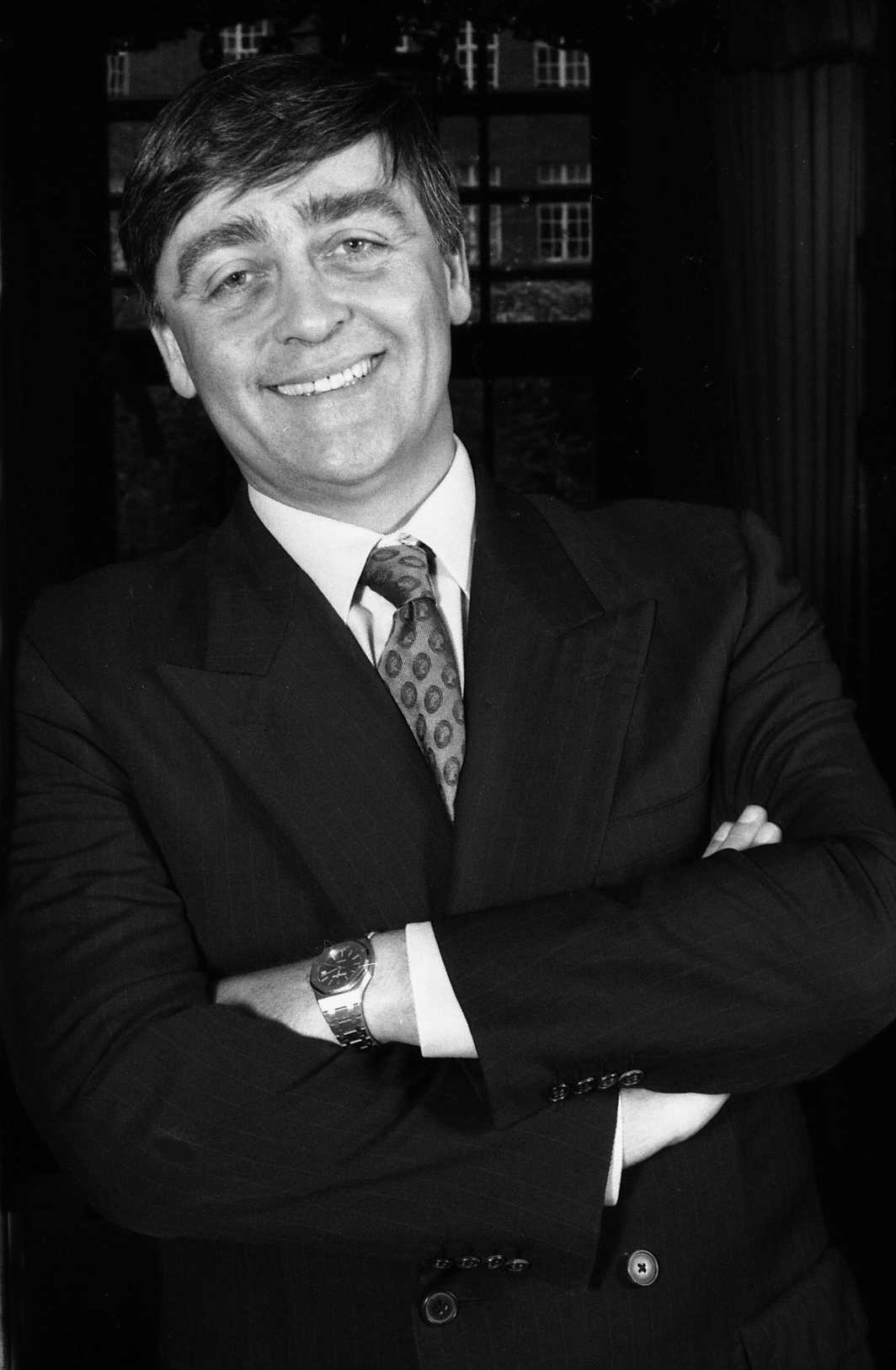
Le 6e duc de Westminster